# 랜스 스티븐슨

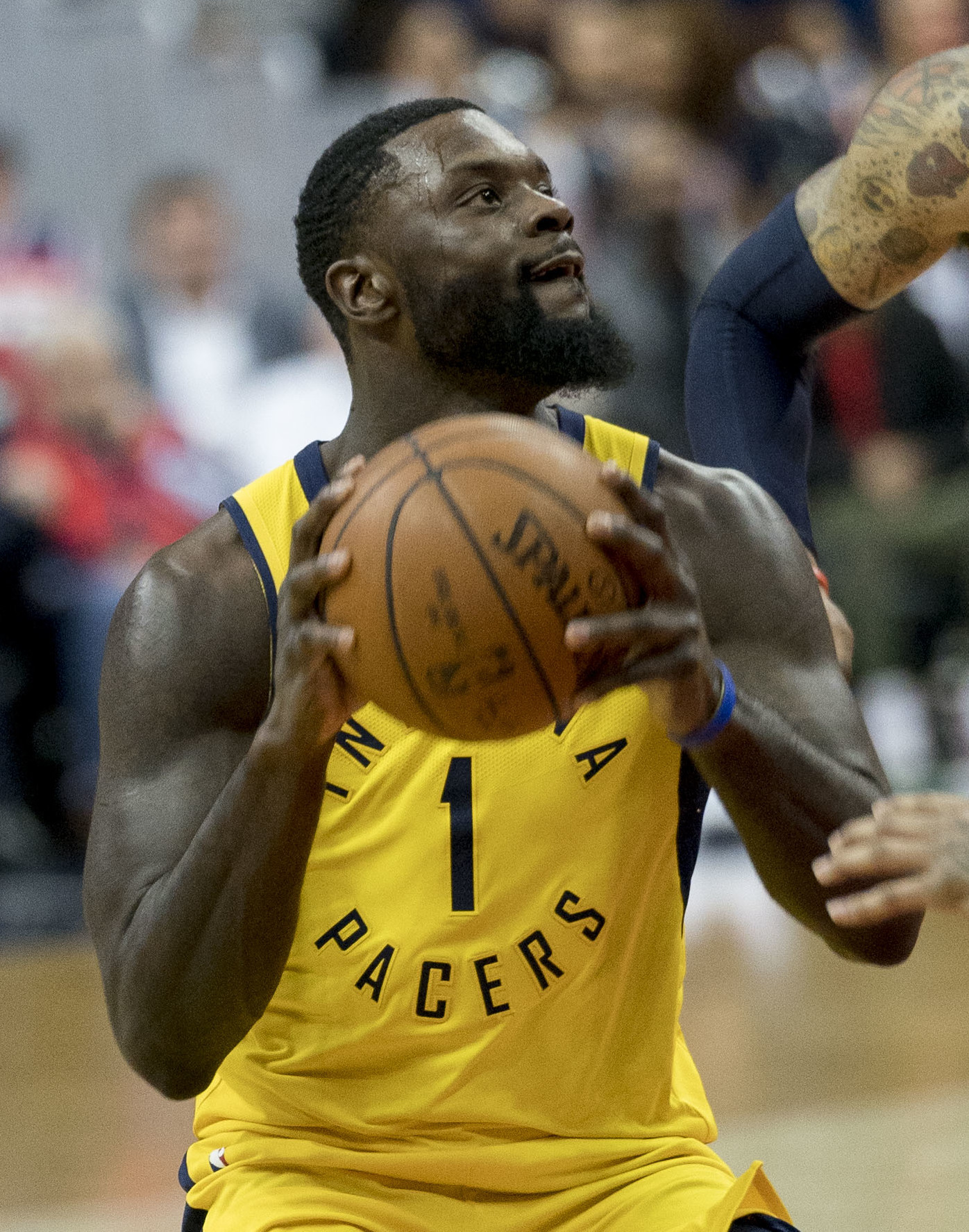

랜스 스티븐슨(Lance Stephenson, 본명: 랜스 스티븐슨 주니어, Lance Stephenson Jr., 1990년 9월 5일 ~ )은 NBA G 리그 아이오와 울브스의 미국 프로 농구 선수이다. 브루클린의 코니아일랜드 구역에 있는 링컨 고등학교에 다녔으며, 그곳에서 4학년 이후 미스터 뉴욕 배스킷볼로 지명되었고 2009년 맥도날드 올아메리칸 게임에 출연했다. 나중에 신시내티 베어캣츠에서 대학 농구를 했으며 2010년 NBA 드래프트 2라운드에서 인디애나 페이서스에 지명되었다. 화려한 패스, 림까지의 빠른 드라이브, 유머러스한 축하 등 영리하고 독특한 플레이 스타일로 널리 알려져 있다.

## 경력
- 2010-2014: 인디애나 페이서스
- 2014~2015: 샬럿 호네츠
- 2015~2016: 로스앤젤레스 클리퍼스
- 2016: 멤피스 그리즐리스
- 2016년: 뉴올리언스 펠리컨스
- 2017: 미네소타 팀버울브스
- 2017~2018: 인디애나 페이서스
- 2018~2019: 로스앤젤레스 레이커스
- 2019-2020: 랴오닝 플라잉 표범
- 2021: 그랜드 래피즈 골드
- 2021~2022: 애틀랜타 호크스
- 2022: 인디애나 페이서스
- 2023: 레오네스 데 폰세
- 2023~현재: 아이오와 울브스